# 694

## Decese
- dată necunoscută: Rodoald de Friuli  (n. ?)